# Tour des Asturies
Le Tour des Asturies (officiellement Vuelta Asturias Julio Alvarez Mendo) est une course cycliste par étapes espagnole organisée depuis 1925 dans la Principauté des Asturies. Elle a lieu tous les ans depuis 1968. Les éditions de 1968 à 1970 étaient réservées aux amateurs. Bien que disputée, l'édition 1979 n'a pas de vainqueur, le classement ayant été annulé après que les trois premiers ont fait l'objet d'un contrôle antidopage positif.
Depuis 2005, le Tour des Asturies fait partie de l'UCI Europe Tour en catégorie 2.1. La course fait également partie de la Coupe d'Espagne depuis 2019.
En 2011, face à de nombreuses difficultés économiques qui a, même un temps, fait craindre pour la survie de l'épreuve, la 55e Vuelta subit quelques changements. Le Tour des Asturies perd une étape et incorpore en tant qu'ultime étape de l'épreuve, la Subida al Naranco. Le maillot de leader change. Il devient bleu frappé d'une croix jaune sur le cœur, pour rappeler le drapeau asturien. Il se substitue au traditionnel maillot jaune. 
L'édition 2020 est annulée en raison de la pandémie de coronavirus.

## Palmarès
| Année                 | Vainqueur                  | Deuxième                       | Troisième                 |                  |
| --------------------- | -------------------------- | ------------------------------ | ------------------------- | ---------------- |
| 1925                  | Segundo Barruetabeña       | Victor Rojo                    | Manuel Castro             |                  |
| 1926                  | Ricardo Montero            | Mució Miquel                   | Manuel Castro             |                  |
| 1927                  | Mució Miquel               | Ricardo Montero                | Mariano Cañardo           |                  |
| 1928                  | Ricardo Montero            | Mariano Cañardo                | Joan Mateu Ribé           |                  |
| 1929-1946 Non disputé |                            |                                |                           |                  |
| 1947                  | Emilio Rodríguez           | Senén Blanco                   | Senén Mesa                |                  |
| 1948-1949 Non disputé |                            |                                |                           |                  |
| 1950                  | Miguel Gual                | Senén Mesa                     | Andrés Trobat             |                  |
| 1951-1952 Non disputé |                            |                                |                           |                  |
| 1953                  | Antonio Gelabert           | Pere Sant i Alentà             | Vicente Iturat            |                  |
| 1954                  | Bernardo Ruiz              | Dalmacio Langarica             | Manuel Rodríguez          |                  |
| 1955                  | Federico Bahamontes        | Francisco Alomar               | Gabriel Company           |                  |
| 1956                  | Emilio Hernán Díaz Herrera | Antonio Suárez                 | Andrés Trobat             |                  |
| 1957                  | Federico Bahamontes        | René Marigil                   | Antonio Suárez            |                  |
| 1958-1967 Non disputé |                            |                                |                           |                  |
| 1968                  | Jesús Manzaneque           | Luis Balagué                   | Enrique Sanchidrián       |                  |
| 1969                  | Andrés Oliva               | Enrique Sahagún                | José Manuel Fuente        |                  |
| 1970                  | Antonio Martos             | Francisco Javier Galdeano      | Antonio Menéndez          |                  |
| 1971                  | Eduardo Castelló           | José Gómez del Moral           | Juan Zurano               |                  |
| 1972                  | Agustín Tamames            | Jose Luis Viejo                | José Grande               |                  |
| 1973                  | Jesús Manzaneque           | José Pesarrodona               | Pedro Torres              |                  |
| 1974                  | Juan Manuel Santisteban    | Agustín Tamames                | José Martins              |                  |
| 1975                  | Miguel María Lasa          | José Antonio González Linares  | Luis Ocaña                |                  |
| 1976                  | Santiago Lazcano           | Jose Luis Viejo                | Domingo Perurena          |                  |
| 1977                  | Vicente López Carril       | José Nazábal                   | Klaus-Peter Thaler        |                  |
| 1978                  | Enrique Martínez Heredia   | Bernardo Alfonsel              | José Enrique Cima         |                  |
| 1979                  | Alberto Fernández Blanco   | Faustino Fernández Ovies       | Ángel Arroyo              |                  |
| 1980                  | Faustino Rupérez           | Ángel Arroyo                   | Juan Pujol                |                  |
| 1981                  | Ángel Arroyo               | Eduardo Chozas                 | Pedro Muñoz               |                  |
| 1982                  | Jeronimo Ibañez            | Faustino Rupérez               | Álvaro Pino               |                  |
| 1983                  | Pedro Muñoz                | Álvaro Pino                    | Faustino Rupérez          |                  |
| 1984                  | Faustino Rupérez           | Alberto Fernández Blanco       | Jesús Ignacio Ibáñez Loyo |                  |
| 1985                  | Jesús Blanco Villar        | Reimund Dietzen                | Ángel Camarillo           |                  |
| 1986                  | Jesús Rodríguez Magro      | Vicente Belda                  | Guillermo Arenas          |                  |
| 1987                  | Iñaki Gastón               | Julián Gorospe                 | Anselmo Fuerte            |                  |
| 1988                  | Rolf Gölz                  | Federico Echave                | Jaanus Kuum               |                  |
| 1989                  | Gert-Jan Theunisse         | Jaanus Kuum                    | Álvaro Pino               |                  |
| 1990                  | Raúl Alcalá                | Miguel Indurain                | Javier Murguialday        |                  |
| 1991                  | Piotr Ugrumov              | Jesús Rodríguez Magro          | Erik Breukink             |                  |
| 1992                  | Alex Zülle                 | Tony Rominger                  | Jesús Montoya             |                  |
| 1993                  | Erik Breukink              | Peter Meinert-Nielsen          | Pedro Delgado             |                  |
| 1994                  | Abraham Olano              | Pedro Delgado                  | Félix García Casas        |                  |
| 1995                  | Beat Zberg                 | Íñigo Cuesta                   | Miguel Indurain           |                  |
| 1996                  | Miguel Indurain            | Fernando Escartín              | Marcelino García          |                  |
| 1997                  | Manuel Fernández Ginés     | Abraham Olano                  | Fernando Escartín         |                  |
| 1998                  | Laurent Jalabert           | José María Jiménez             | Santiago Blanco           |                  |
| 1999                  | Juan Carlos Domínguez      | Roberto Laiseka                | Fernando Escartín         |                  |
| 2000                  | Joseba Beloki              | Alberto López de Munain        | Igor González de Galdeano |                  |
| 2001                  | Juan Carlos Domínguez      | Joan Horrach                   | Alex Zülle                |                  |
| 2002                  | Leonardo Piepoli           | David Bernabéu                 | Joseba Beloki             |                  |
| 2003                  | Fabian Jeker               | Juan Miguel Mercado            | Hernán Buenahora          |                  |
| 2004                  | Iban Mayo                  | Félix Cárdenas                 | Haimar Zubeldia           |                  |
| 2005                  | Adolfo García Quesada      | Samuel Sánchez                 | Giampaolo Cheula          |                  |
| 2006                  | Óscar Sevilla              | Eladio Jiménez                 | Luca Mazzanti             |                  |
| 2007                  | Koldo Gil                  | Alberto Fernández de la Puebla | John-Lee Augustyn         |                  |
| 2008                  | Ángel Vicioso              | Xavier Tondo                   | Bruno Pires               |                  |
| 2009                  | Francisco Mancebo          | Tiago Machado                  | Javier Moreno             |                  |
| 2010                  | Fabio Duarte               | Beñat Intxausti                | Ezequiel Mosquera         |                  |
| 2011                  | Javier Moreno              | Sérgio Sousa                   | Hernâni Brôco             |                  |
| 2012                  | Beñat Intxausti            | David de la Cruz               | Rémy Di Grégorio          |                  |
| 2013                  | Amets Txurruka             | Mikel Landa                    | Javier Moreno             |                  |
| 2014 Non disputé      |                            |                                |                           |                  |
| 2015                  | Igor Antón                 | Amets Txurruka                 | Jesús Herrada             |                  |
| 2016                  | Hugh Carthy                | Sergio Pardilla                | Daniel Moreno             |                  |
| 2017                  | Nairo Quintana             | Óscar Sevilla                  | João Benta                |                  |
| 2018                  | Richard Carapaz            | Jonathan Caicedo               | Ricardo Mestre            |                  |
| 2019                  | Richard Carapaz            | Krists Neilands                | Aleksandr Vlasov          |                  |
| 2020                  | annulé/abandonné           | annulé/abandonné               | annulé/abandonné          | annulé/abandonné |
| 2021                  | Nairo Quintana             | Antonio Pedrero                | Pierre Latour             |                  |
| 2022                  | Iván Sosa                  | Lorenzo Fortunato              | Nicolas Edet              |                  |
| 2023                  | Lorenzo Fortunato          | Einer Rubio                    | Iván Sosa                 |                  |
| 2024                  | Isaac Del Toro             | Rafał Majka                    | Eric Fagúndez             |                  |
| 2025                  | Marc Soler                 | Txomin Juaristi                | Alexis Guérin             |                  |

## Vainqueurs par pays
- Espagne : 49
- Suisse : 3
- Colombie : 3
- Équateur : 2
- Italie : 2
- Pays-Bas : 2
- Mexique : 2
- Allemagne : 1
- France : 1
- Grande-Bretagne : 1
- Lettonie : 1